# Weinmannia wercklei
Weinmannia wercklei là một loài thực vật có hoa trong họ Cunoniaceae. Loài này được Standl. miêu tả khoa học đầu tiên năm 1927.